# Вовче тіло болотяне

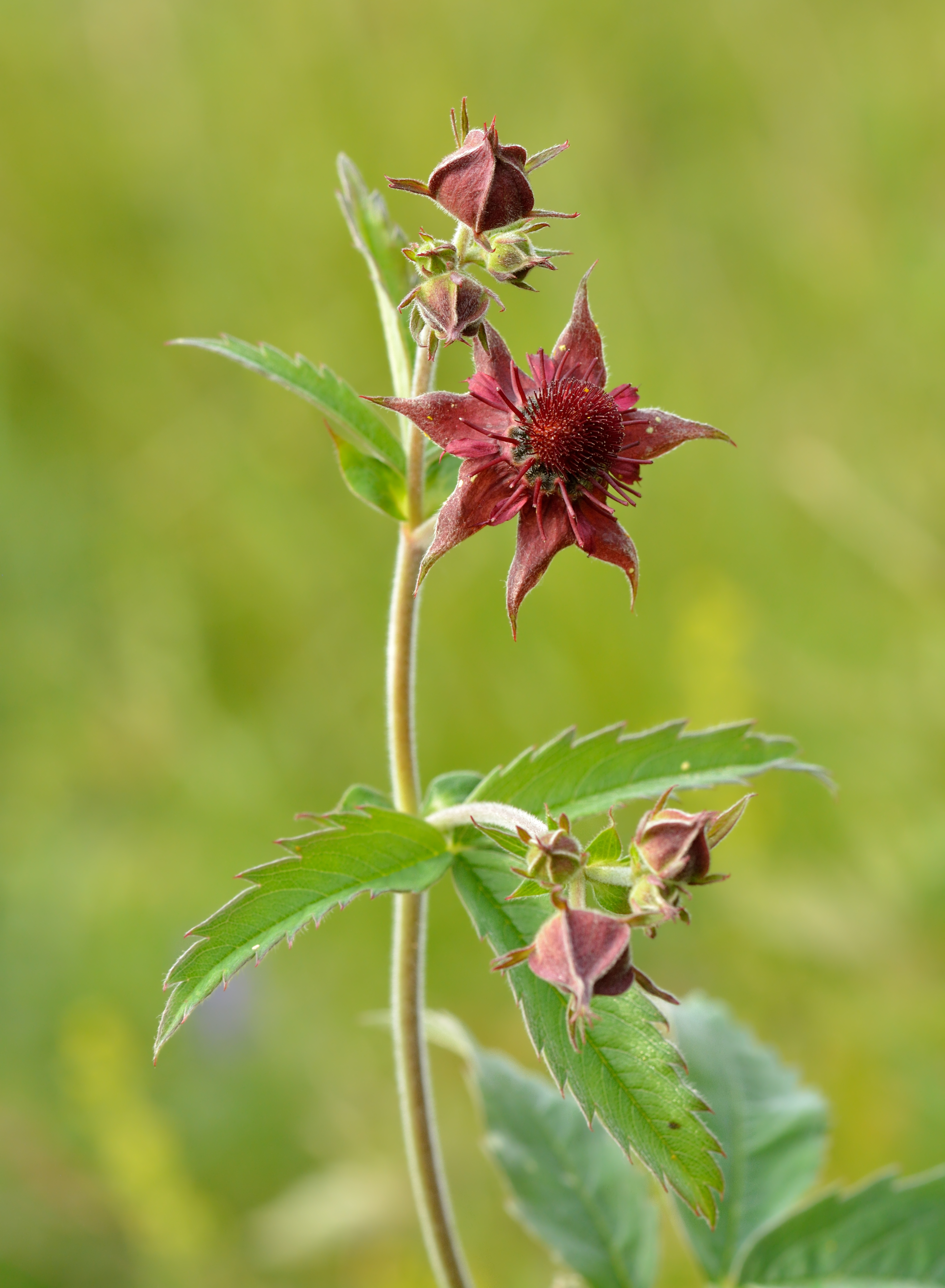
Квітка вовчого тіла болотяного

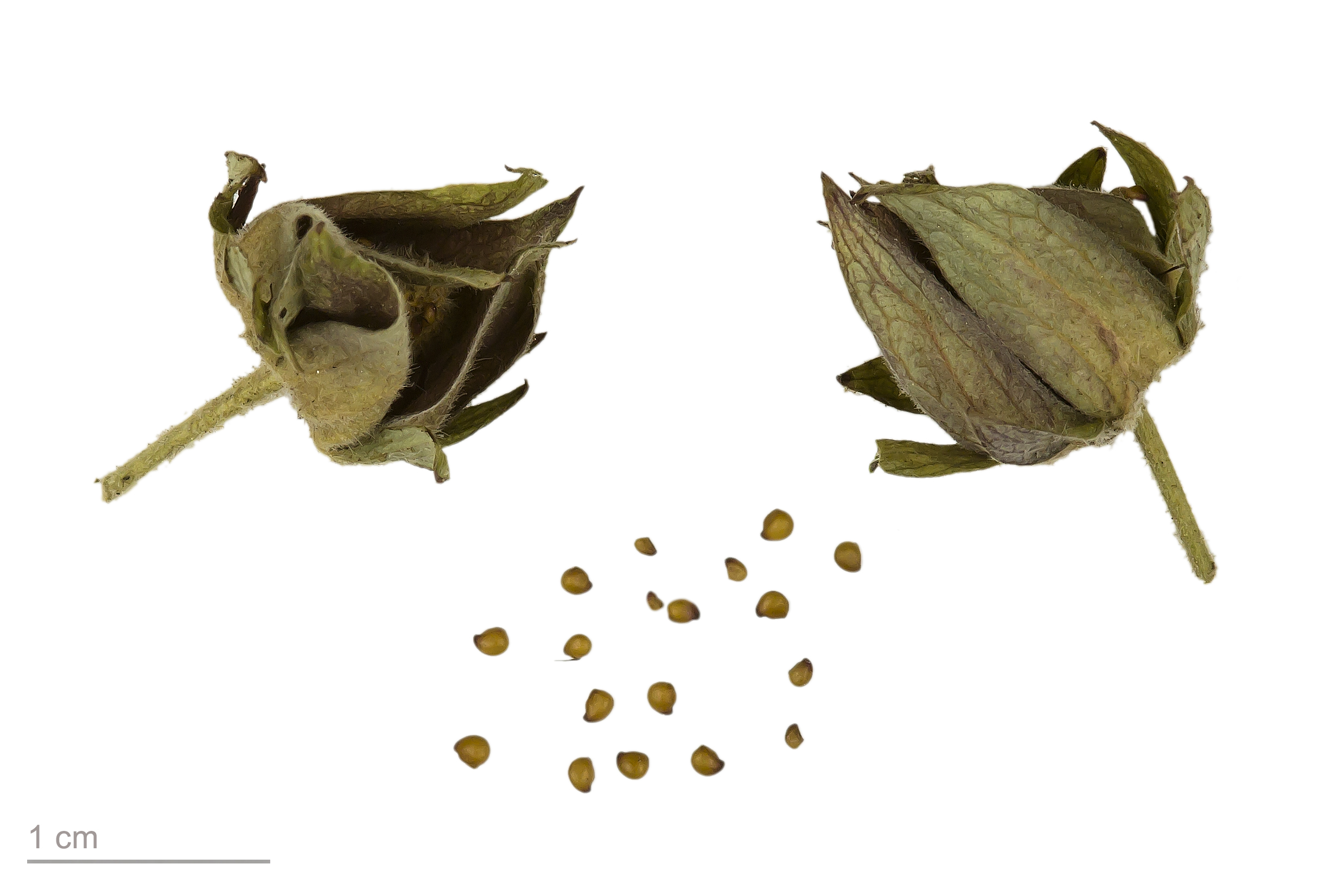
Плоди і насіння вовчого тіла болотяного (Comarum palustre). Тулузький музей.

Во́вче ті́ло боло́тяне (Comarum palustre або Potentilla palustris) — багаторічна трав'яниста рослина родини Розових. Поширена в Північній Америці та Євразії. Зростає на болотах. Належить до лікарських видів. Регіонально рідкісна, в Україні охороняється в багатьох областях.

## Назва
Серед інших наукових синонімів для цього виду зареєстровані во́вче ті́ло боло́тне та перста́ч боло́тний (Cómarum palústre L. або Potentilla palustris (L.)Scop.). В усіх випадках видовий епітет пов'язують із болотистими місцинами, де трапляється ця рослина. Таку ж саму етимологію має й латинське слово лат. palustris — «болотистий». Серед народних назв відомі такі: вітка (дівоча), ворванець, гвоздички, декокт водяний, декохт, жили вовчі, золотник, ніжки бутянові, огиро́шник, перста́ч болотяни́к, семерник болотяний, сім паличо́к, сухоло́м, тіли вовчі, ша́бельник, сухоягодник.

## Опис
Багаторічна трав'яниста рослина. Має довге повзуче розгалужене кореневище. Стебло висхідне до 70 см заввишки. Листки чергові, довгасті, пилчастозубчасті, сидячі, зверху зелені, зісподу сіроповстисті, 1.5–3 см завдовжки. Квіти правильні, двостатеві, темно-червоні, зібрані на кінці стебла в щитоподібне суцвіття. Чашолистки яйцеподібні, гострі, зовні зелені, зсередини темно-червоні. Пелюстки червоні, яйцеподібно-ланцетні, 3–5 мм завдовжки. Плід збірний, з голих сім'янок.
Цвіте у травні — липні. Для виготовлення галенових лікарських форм використовують усю рослину. Траву збирають під час повного цвітіння рослини.

## Поширення
Поширена в Північній Америці (Ґренландія, Сен-П'єр і Мікелон, Канада, США) та Євразії (Китай, Японія, Корея, Монголія, Росія, Європа (крім Балкан, Мальти, Португалії). Населяє невеликі, переважно сфагнумні водойми, болота, вологі луки, береги річок та озер, в основному в бореальних і низько арктичних середовищах на півночі та від субальпійських до альпійських місцях на півдні; 0–3100 м.
Росте на болотах і вологих місцях лісової й лісостепової частин України (Мале Полісся), західноукраїнських лісах.
Вид занесений до переліків охоронюваних рослин Вінницької, Дніпропетровської, Донецької, Закарпатської, Івано-Франківської, Луганської, Харківської, Хмельницької, Чернівецької областей.

## Хімічний склад
Уся рослина містить дубильні речовини. У траві знайдені флавоноїди, органічні кислоти, смоли, ефірна олія.

## Практичне використання
Рослина неофіцинальна. В українській народній медицині використовують кореневища як жарознижувальний, в'яжучий, болетамувальний і кровоспинний засіб при ревматизмі, кровотечах і розладах травлення. Ліки з трави рослини використовують як ранозагоювальні й протизапальні засоби, відвар усієї рослини — при гострому зубному болю, виразкових кровотечах ясен, при туберкульозі легень, захворюваннях горла (ангінах), порушеному обміні речовин та при маткових кровотечах. Подрібнену свіжу траву прикладають до гнійних ран, пухлин на тілі та гемороїдальних вузлів для їх розсмоктування.